# Канал фараонов
Канал фараонов (также канал четырёх царей, позже река Траяна) — условное название древнего гидротехнического сооружения, связывавшего Суэцкий залив Красного моря с Нилом и просуществовавшего до VIII века н. э. Предшественник Суэцкого канала.

## Эпоха до персидского завоевания и в составе державы Ахеменидов
Идея строительства судоходного канала между Красным и Средиземным морями с использованием течения Нила возникла в глубокой древности. Аристотель сообщает, что первым строителем канала считается Сесострис. Сесострис — это собирательный образ египетских фараонов, часто отождествляемый с Рамсесом II (XIII век до н. э.) или Сенусертом III (XIX век до н. э.). Впрочем, по сведениям Аристотеля, канал остался незавершённым, потому что оказалось, что уровень моря выше уровня реки, и строительство прекратили, «опасаясь испортить речную воду, смешав её с морской». О том же сообщает Страбон.
Тем не менее от времени фараона Сети I (XIII век до н. э.) до нас дошли изображения каналов, связывавших Нил с Горькими озёрами. Один из них ответвлялся от восточного рукава чуть ниже начала Дельты (несколько южнее Гелиополя), другой — восточнее Бубастиса. По-видимому, в последующие века канал не использовался, постепенно был заброшен, а его русло засыпал песок.
Бог великий Ахурамазда, который создал небо, который создал землю, который создал человека, который создал благоденствие для человека, который Дария сделал царём, который царю Дарию даровал царство великое, [изобилующее] добрыми конями и добрыми мужами.
Я – Дарий, царь великий, царь царей, царь многоплемённых стран, царь этой земли великой, далеко [раскинувшейся], сын Виштаспы, Ахеменид.
Говорит Дарий-царь: «Я перс. Из Персии я завоевал Египет. Я приказал прорыть этот канал от реки Пирава, которая течёт в Египте, до моря, которое простирается от Персии. Затем этот канал был прорыт, как я повелел, и корабли пошли из Египта через этот канал в Персию, так как была моя воля».
Геродот свидетельствует, что при фараоне Нехо II (VII—VI века до н. э.) была предпринята новая попытка провести судоходный канал от Нила к Красному морю. Он был длиной «в четыре дня пути» и такой ширины, что две триеры могли плыть рядом. На строительстве канала якобы погибло 120 000 египтян, но правителю пришлось отказаться от завершения работ в связи с неблагоприятным предсказанием оракула: «изречение это гласило, что царь строит канал только на пользу варварам». Возможно, речь идёт об опасениях жречества, что эксплуатация канала вызовет наплыв в страну чужеземцев — греческих купцов, больше всего в нём заинтересованных. Тем не менее Нехо, видимо, успел провести трассировку канала, в общем совпадающую с руслом более северного канала Сети I.

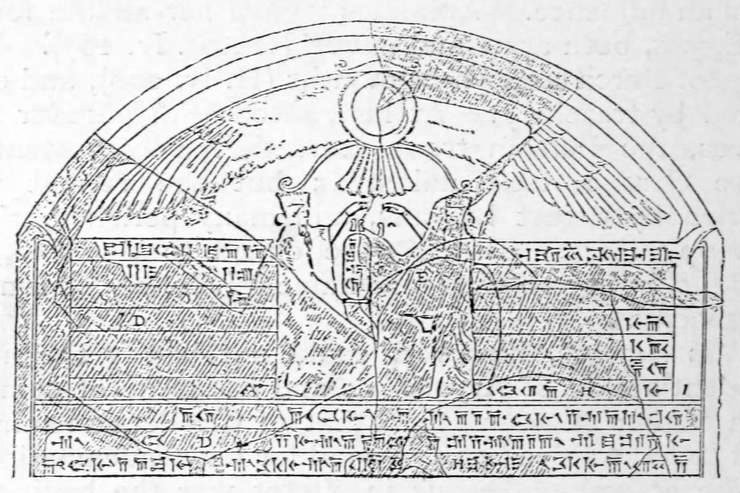
Прорисовка верхней части так называемой шалуфской стелы. Гранит. 518—515 годы до н. э.

В 525 году до н. э. Египет был захвачен персами. Персидский царь Дарий I, владевший обширной державой, которая помимо Египта включала бо́льшую часть Передней Азии и контролировала торговые пути в Индию, вернулся к идее строительства канала. Очевидно, решению царя предшествовал эксперимент, проведённый по его заданию мореплавателем Скилаком из Карианды, который, согласно Геродоту, доказал возможность прямого плавания из Индии в Египет. Хотя источники: Аристотель, Страбон, Плиний Старший и Диодор Сицилийский — утверждают, что и персы потерпели неудачу в завершении проекта (Геродот говорит лишь о том, что Дарий I «продолжил» строительство, начатое Нехо II), археологические находки свидетельствуют об обратном. Вдоль русла канала по приказу царя были установлены несколько гранитных стел с надписями на египетском, древнеперсидском, эламском и аккадском языках, которые в хорошей сохранности дошли до наших дней и были обнаружены после начала строительства современного Суэцкого канала. При сооружении канала Дарий I предположительно воспользовался трассировкой русла, проведённой при Нехо II.

## Эпоха эллинизма и римский Египет
В последующие века канал опять пришёл в запустение и вновь был расчищен уже Птолемеем II Филадельфом. Как сообщает надпись на египетском языке, найденная в Тель Эль-Масхуте («Питомская стела»), это событие произошло в шестой год правления царя, то есть около 277 года до н. э. Диодор Сицилийский приписывает инженерам Птолемея II изобретение «остроумного шлюза», позволившего решить проблему перепада высот и возможного засоления нильской воды и почвы. У выхода канала в Красное море был построен порт Арсиноя, названный в честь второй жены царя. Постепенное усыхание пелузийского рукава Нильской дельты сделало канал несудоходным уже при царице Клеопатре VII (I век до н. э.). Его восстановили при римском императоре Траяне (начало II века н. э.), после чего он получил название «реки Траяна» или «рва Траяна» (лат. fossa Traiana).

## Эпоха арабского завоевания и разрушение
После завоевания Египта арабами канал был в 642 году вновь восстановлен Амром ибн аль-Асом, который назвал его «каналом повелителя правоверных» (араб. خليج أمير المؤمنين‎) и использовал для снабжения Аравии пшеницей. Однако в 767 году канал был засыпан по приказу аль-Мансура, чтобы перенаправить торговые пути в центральные районы Халифата, столица которого к тому времени уже была перенесена из Аравии в Ирак.
Во время Египетского похода на месте канала фараонов в окрестностях Суэца побывал Наполеон Бонапарт. Он описывает остатки древнего сооружения как ров шириной 25 туазов и такой глубины, что всадник, находившийся в нём, был совершенно невидим.